# Língua bonã
A língua bonã (pronunciado [p⁼aoˈnaŋ], Baonang; chinês: 保安 语, Bǎo'ān yǔ; tibetano amdo: Dorké) é a língua mongólica do povo bonã da China. Em 1985, era falado por cerca de 8.000 pessoas, incluindo cerca de 75% do total da população étnica bonã e muitos monguores étnicos, nas províncias de Gansu e Chingai. Existem vários dialetos, que são influenciados em vários graus - mas sempre fortemente - pelo chinês e tibetano. O mais comumente estudado é o dialeto tongren. Não há sistema de escrita em uso.

## Fonologia
A fonologia bonã foi fortemente influenciada pelo tibetano. 
|                   |                   | Bilabial | Labiodental | Alveolar | Retroflexa | Alveolo-palatal | Palatal | Velar | Uvular | Glotal |
| ----------------- | ----------------- | -------- | ----------- | -------- | ---------- | --------------- | ------- | ----- | ------ | ------ |
| Oclusiva          | Surda             | p        |             | t        |            |                 |         | k     |        |        |
| Oclusiva          | Sonora            | b        |             | d        |            |                 |         | g     | ɢ      |        |
| Africada          | Surda             |          |             | t͡s       |            | t͡ɕ              |         |       |        |        |
| Africada          | Sonora            |          |             | d͡z       |            | d͡ʑ              |         |       |        |        |
| Fricativa         | Surda             |          | f           | s        | ʂ          | ɕ               |         |       | χ      | h      |
| Fricativa         | Sonora            |          |             |          |            | ʑ               |         |       |        |        |
| Nasal             | Nasal             | m        |             | n        |            |                 |         | ŋ     |        |        |
| Aproximante       | Aproximante       |          |             | l        |            |                 | j       | w     |        |        |
| Vibrante múltipla | Vibrante múltipla |          |             | r        |            |                 |         |       |        |        |

## Morfologia
A língua bonã, como outras línguas mongólicas, é aglutinante.
Existem cinco casos de substantivos no bonã: Nominativo, Acusativo-Genitivo, Dativo-Locativo, Ablativo-Comparativo e Instrumentativo.

## Sintaxe
A língua bonã tem uma ordem de SOV (sujeito-objeto-verbo). 